# Asdonk (toponiem)
De benaming Asdonk is een middeleeuws toponiem dat veelvuldig voorkomt in Nederland, België en Duitsland.
Afhankelijk van de betekenis van het eerste naamdeel, verwees een asdonk naar:
- Een zandheuvel (donk) nabij een bron of rivier (aska = water)
- Een zandheuvel in een nat gebied (ask = es)
- Een zandheuvel waarop een tolpost ingericht was (as = bronzen munt)

Zie Kempenweg voor de asdonken die hun naam mogelijk te danken hebben aan een tolpost.